# Mirandotanais vorax
Mirandotanais vorax är en kräftdjursart som beskrevs av Kassakin och Ludmila Tzareva 1974. Mirandotanais vorax ingår i släktet Mirandotanais och familjen Colletteidae. Inga underarter finns listade i Catalogue of Life.